# Копосово (Рыбинский район)
Копосово — деревня в Макаровском сельском округе Судоверфского сельского поселения Рыбинского района Ярославской области .
Деревня расположена на пригородной безлесой равнине, к юго-западу от микрорайона Переборы. Деревня является непосредственным продолжением деревни Завражье .  
Деревня указана на плане Генерального межевания Рыбинского уезда конца XVIII века.
На 1 января 2007 года в деревне числилось 19 постоянных жителей . Деревня обслуживается почтовым отделением 16 в Рыбинске (Переборы). По почтовым данным в деревне 27 домов. Улицы не именуются .